# Raphia vinifera
Raphia vinifera är en enhjärtbladig växtart som beskrevs av Ambroise Marie François Joseph Palisot de Beauvois. Raphia vinifera ingår i släktet Raphia och familjen Arecaceae. Inga underarter finns listade i Catalogue of Life.